# Almuerzo en el café Gotham
Almuerzo en el café Gotham es un relato corto publicado en Six Stories y escrito por el estadounidense Stephen King. Originalmente apareció en la antología de 1995 Dark Love editado por Nancy A. Collins, Edward E. Kramer y Martin H. Greenberg, y fue finalmente incluida en la colección Todo es eventual: 14 relatos oscuros.

## Argumento
Un hombre llamado Steve Davis llega a casa un día para encontrar una carta de su esposa, Diane, indicando con frialdad que lo ha dejado y tiene la intención de divorciarse. Él no tiene idea de qué acontecimientos conducen a ello, y con el tiempo empieza a deprimirse. La salida de Diane le impulsa a abandonar su adicción a los cigarrillos, y empieza a sufrir abstinencia de nicotina. El abogado de Diane, William Humboldt, pide a Steve reunirse con los dos en un almuerzo para conversar sobre el proceso judicial a iniciar. Él decide que se realice en el Café Gotham y establece una fecha. El abogado de Steve no puede asistir debido a un problema familiar.
Antes de entrar en la cafetería, Steve impulsivamente compra un paraguas. Al entrar, se encuentra con que el maître, llamado Guy, le increpa sin sentido acerca de un perro que él no posee. Cuando Steve intenta buscar la reconciliación con Diane, las cosas empiezan a desmoronarse. Para mayor consternación de Steve, Diane se refiere a él con una mezcla de desprecio y de temor, y rechaza sus peticiones de explicación. El maître d' luego hace una reaparición en la mesa borracho, loco, cantando "Eeeee!", para luego clavarle un cuchillo a Humboldt. Steve brevemente lo mantiene a raya con su paraguas nuevo y, a continuación, arrastra a Diane, quien se encuentra aterrorizada, a la cocina. Guy le da caza, y después de lastimar a unos cocineros con el cuchillo, los alcanza. Mientras lucha desesperadamente para contener al loco, Steve implora a Diane abrir el cerrojo de la puerta de la entrada trasera para que puedan escapar, pero ella permanece en un estado de shock. Logra incapacitar a Guy al rociarle con agua hirviendo y golpearle con una sartén de metal.
Después de escapar, finalmente, tanto de la cafetería como de Guy, Steve intenta asegurarse de que Diane está bien. Diane se aparta de él y le increpa. Desprovista de cualquier pizca de gratitud por la protección de su expareja, ella ha interpretado los acontecimientos de los últimos minutos para adaptarse a su percepción de Steve como un cobarde, acosador, enfermo, y decide que es hora de enfrentarse a él. Cuando trata de señalar que le acaba de salvar su vida, ella lo niega. Abrumado de furia e incredulidad, Steve pierde interés en la reconciliación y le da una bofetada en la cara. Esto solo refuerza la amargura de su esposa, y después de intentar hacerle daño confesándole haber tenido amantes fuera del matrimonio, lo deja para siempre. Cuando Steve está sentado en la acera y las sirenas de ambulancias se escuchan a distancia, alejando del café fuertemente restringido a las víctimas, se pregunta sobre la vida privada de Guy, y la naturaleza de su locura.

## Adaptaciones
Esta historia fue adaptada a una película corta en 2005 en donde Stephen King aparece en un cameo como abogado de Steve.